# Chiropsalmus zygonema
Chiropsalmus zygonema é uma espécie de medusa cúbica da família Chiropsalmidae.